# جبريل تمسير نياني
جبريل تمسير نياني (9 يناير 1932 - 8 مارس 2021) كان مؤرخًا وكاتبًا مسرحيًا وكاتب قصة قصيرة من غينيا.

## السيرة الشخصية
ولد في كوناكري، وتلقى تعليمه الثانوي في السنغال وشهادته من جامعة بوردو. كان أستاذًا فخريًا في جامعة هوارد وجامعة طوكيو. اشتهر بتقديم ملحمة سوندياتا، عن سوندياتا كيتا (حوالي 1217-1255)، مؤسس إمبراطورية مالي إلى العالم الغربي في عام 1960 من خلال ترجمة القصة التي رواها له جيلي مامودو كوياتي، وهو جريوت أو شفهي تقليدي مؤرخ. كما قام بتحرير المجلد الرابع - إفريقيا من القرن الثاني عشر إلى القرن السادس عشر - من «تاريخ إفريقيا العام لليونسكو» وقام بمشاريع أخرى لليونسكو. كان والد عارضة الأزياء الراحلة كاتوشا نيان (1960-2008).
توفي نياني في السنغال في 8 مارس 2021، عن عمر يناهز 89 عامًا، من جراء مرض كوفيد 19.